# Dvergasteinsfjall
Dvergasteinsfjall är ett berg i republiken Island. Det ligger i regionen Västfjordarna, 220 km norr om huvudstaden Reykjavík. Toppen på Dvergasteinsfjall är 801 meter över havet.
Trakten runt Dvergasteinsfjall är nära nog obefolkad, med mindre än två invånare per kvadratkilometer. Närmaste större samhälle är Ísafjörður, nära Dvergasteinsfjall. Trakten runt Dvergasteinsfjall består i huvudsak av gräsmarker.